# Lena Marbacher
Lena Marbacher (* 1981) ist eine deutsche Autorin, Journalistin und Expertin für Partizipation in Organisationen. Sie ist Mitgründerin des Verlags NN Publishing GmbH und des Wirtschaftsmagazins Neue Narrative.

## Leben/Werk
Marbacher studierte Kunst und Gestaltung an der  Bauhaus-Universität Weimar und promovierte dort 2016. Über zehn Jahre arbeitete sie in der systemtheoretischen Organisationsentwicklung und war Gesellschafterin der Unternehmensberatung "TheDive".  2016 gründete sie den Verlag und das Wirtschaftsmagazin Neue Narrative. 2022 zog sie sich aus dem operativen Geschäft des Verlags zurück. Als Mit-Autorin des Buches "Unlearn Patriarchy" schrieb sie das Kapitel über patriarchale Muster in der Arbeitswelt. Als Journalistin veröffentlicht sie in der Wochenzeitung Der Freitag. 2024 erschien ihr Buch "Arbeit, Macht, Missbrauch" im S. Fischer Verlag.

## Werke/Schriften
- Arbeit, Macht, Missbrauch., S. Fischer Verlag, Frankfurt 2024, ISBN 978-3-10-397611-3.
- Unlearn Patriarchy. (Co-Autorin), Ullstein, Berlin 2022, ISBN 978-3-550-20219-3.